# Басоня
Басоня (пол. Basonia) — село в Польщі, у гміні Юзефув-над-Віслою Опольського повіту Люблінського воєводства.
Населення — 212 осіб (2011).

## Демографія
Демографічна структура станом на 31 березня 2011 року:
|          | Загалом | Допрацездатний вік | Працездатний вік | Постпрацездатний вік |
| -------- | ------- | ------------------ | ---------------- | -------------------- |
| Чоловіки | 96      | 22                 | 59               | 15                   |
| Жінки    | 116     | 23                 | 48               | 45                   |
| Разом    | 212     | 45                 | 107              | 60                   |